# José Luis Panizo
José Luis López Panizo (Sestao, 12 gennaio 1922 – Bilbao, 14 febbraio 1990) è stato un calciatore spagnolo, di ruolo attaccante.

## Carriera

### Club
Dopo aver militato nelle giovanili del Nuevo Porto Arsenal e del Sestao, nel 1939 approda all'Athletic Club, squadra in cui rimane per sedici anni e con cui riesce nella doppietta Liga/Coppa nella stagione 1942-1943. Vince inoltre la Coppa tre volte di fila nel 1943, nel 1944 e nel 1945 e un'altra volta nel 1950. È il settimo marcatore di sempre della squadra rojiblanca con 169 gol totali (di cui 126 nella Liga, 37 in Coppa e 6 nel campionato regionale). Termina la sua carriera nell'Indatxu nella stagione 1955-1956.

### Nazionale
Ha giocato 14 partite in nazionale segnando 2 gol ed ha partecipato alla Coppa del Mondo del Brasile nel 1950 (in cui ha messo a segno una delle due reti totali in carriera).

## Palmarès

### Giocatore

#### Club

##### Competizioni nazionali
- Campionato spagnolo: 1

Athletic Club: 1942/43
- Coppa di Spagna: 4

Athletic Club: 1943, 1944, 1945, 1950